# Targaryendraco wiedenrothi
Targaryendraco wiedenrothi — вид птеродактилів родини Targaryendraconidae, що існував у ранній крейді (132 млн років тому).

## Історія досліджень
Рештки птерозавра у 1984 році виявив палеонтолог-аматор Курт Віденрот у глиняному кар'єрі неподалік міста Ганновер на півночі Німеччини. Він знайшов нижню щелепу та декілька кісток передніх кінцівок. У 1990 році палеонтолог Руперт Вільд відніс рештки до роду Ornithocheirus як новий вид Ornithocheirus wiedenrothi.Вид названо на честь першовідкривача Курта Віденрота.
У дослідження 2010 року Флетчер та Солсбері стверджували, що вид належить до родини Ornithocheiridae, але ближче стоїть до австралійського роду Aussiedraco ніж до Ornithocheirus. Згодом його зблизили з родом Lonchodectes. У 2019 році вид виокремили у рід Targaryendraco, який назвали на честь дому Тангарієн з серії фентезійних романів «Пісня льоду й полум'я».

## Опис
За оцінками, розмах крил сягав 2,9-4 м.